# Pietro Testa

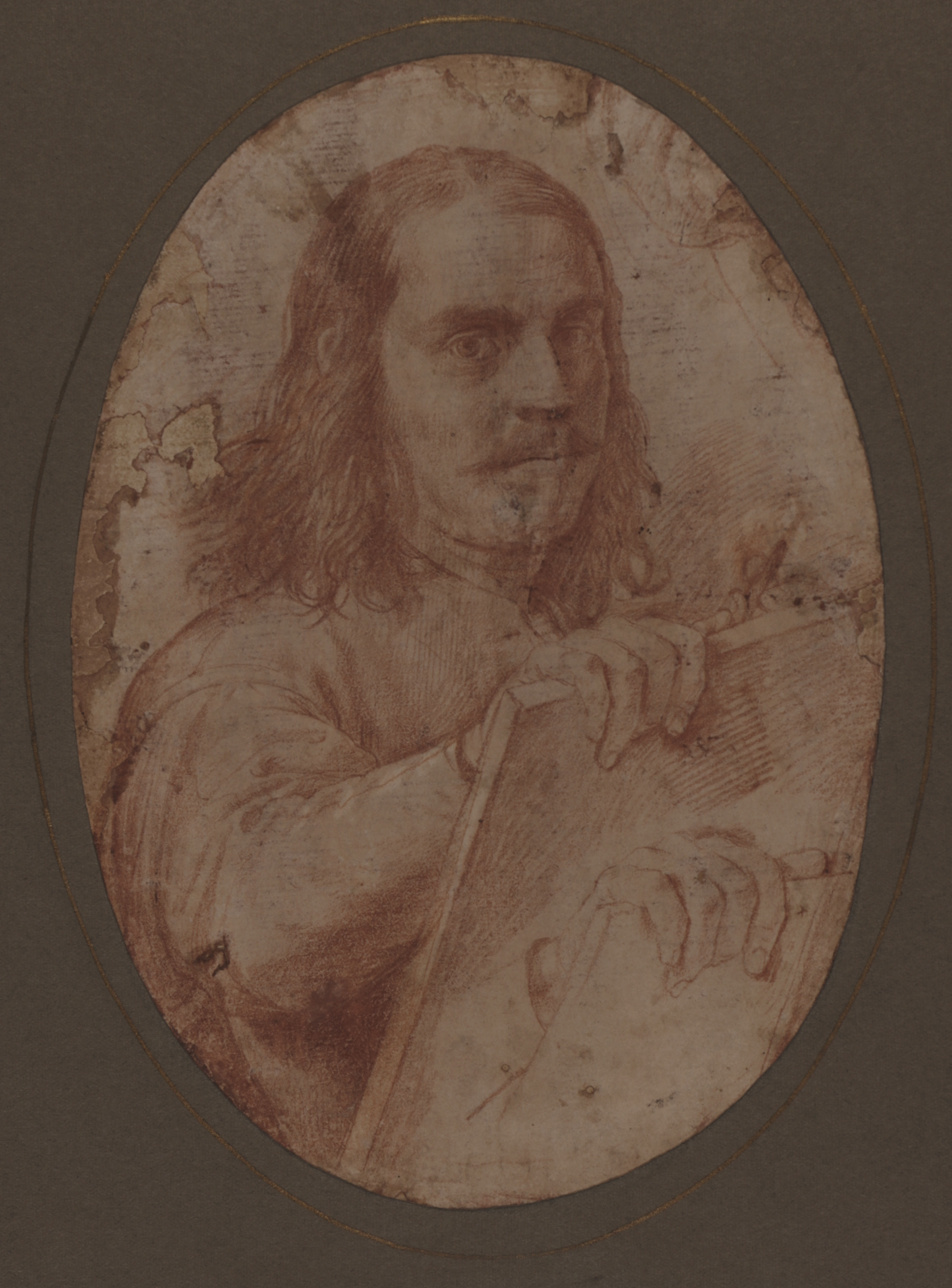
Pietro Testa, Estudio de autorretrato. Dibujo a lápiz rojo sobre papel verjurado agarbanzado, 218 x 154 mm. Madrid, Real Academia de Bellas Artes de San Fernando.

Pietro Testa, llamado il Lucchesino (Lucca, 1612-Roma, 1650), fue un pintor, dibujante y grabador barroco italiano.

## Biografía
Sexto hijo del matrimonio formado por Giovanni di Bartolomeo, dedicado al negocio de la reventa (rivendugliolo o rigattiere, según Giovanni Battista Passeri), y de Bárbara, fue bautizado en la iglesia de San Giovanni e Reparata de Lucca el 18 de junio de 1612. Muy joven se trasladó a Roma, donde se le documenta ya con dieciséis años residiendo en una habitación alquilada junto con un desconocido pintor llamado Gualtiero Flemingo. Passeri, que escribió la biografía de Testa en fecha cercana a la de su muerte, asegura que se formó con Domenico Zampieri, Domenichino, bajo cuya guía se entregó al dibujo de las principales obras de la ciudad, aficionándose en particular a las estatuas y relieves de la antigüedad y a las pinturas de Rafael y Polidoro da Caravaggio, de quienes siempre hablaba con admiración, adquiriendo por ese medio un estilo elegante favorecido por su natural buen gusto.
En contacto con el erudito y mecenas de las artes Cassiano dal Pozzo, realizó al menos trescientos dibujos a partir de obras de la antigüedad para su Museo Cartaceo (Windsor Castle, Royal Library). También por mediación de Pozzo pudo entrar en el taller de Pietro da Cortona para completar su formación en el manejo del color, tras la marcha a Nápoles de Domenichino en 1631, y conocer y admirar la obra de Nicolas Poussin, con quien mantuvo alguna correspondencia —y del que copió al menos un paisaje inventariado en la colección del mecenas—.
Joachim von Sandrart, viéndolo dibujar incansablemente las ruinas romanas, solitario, tímido y pobremente vestido, lo acogió en su taller y enseñó la técnica del grabado en cobre, además de encargarle algunos dibujos, no conservados, para la Galleria Giustiniana del marchese Vincenzo Giustiniani, álbum de estampas de reproducción de las esculturas y relieves clásicos en poder del potentado banquero, en cuyo inventario figuraban también dos pinturas atribuidas a Testa (Moisés haciendo brotar el agua de la roca y Raquel y los ídolos de Labán (Potsdam, Palacio de Sanssouci). Pinturas tempranas, como Venus y Adonis de Viena, revelan la influencia de Poussin, de la que se irá desprendiendo en obras posteriores, como la Matanza de los inocentes de la Galleria Spada, por una personal búsqueda de efectos dramáticos y lumínicos, que no son tampoco los de los caravaggistas.

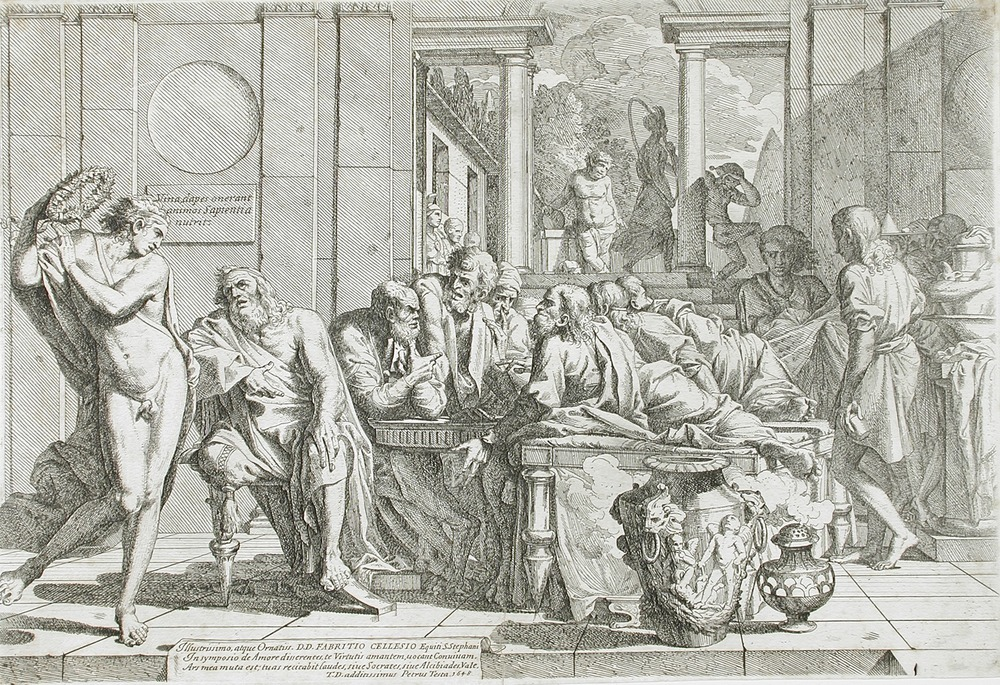
El banquete, grabado a punta seca, 260 x 386 mm. Ilustración del final de El banquete de Platón, cuando Alcibíades, ebrio, irrumpe en el simposio reunido en torno a Sócrates y se burla de él al tiempo que elogia su templanza.

1636 y 1637 fueron años difíciles para Testa, en los que sufrió sucesivamente el embargo de sus bienes, una grave herida en la cabeza a consecuencia de una riña y la prisión por deudas, a la que lo envió su antiguo mecenas, Cassiano dal Pozzo, a quien debía dos lienzos en pago de un viejo préstamo. A finales del último año salió de Roma en el séquito del cardenal Marcantonio Franciotti con destino a Lucca, donde trabó amistad con Pier Francesco Mola, del que se conserva en el museo Fabre de Montpellier un retrato informal del amigo dibujado a lápiz rojo. Durante esta estancia en Lucca trabajó al fresco en el Palazzo degli Anziani, único testimonio existente de su actividad en esta técnica. Tras un paréntesis de algo más de dos años sin noticias, en agosto de 1641 se encontraba de vuelta en Roma. A esta etapa, alejado de los más prestigiados círculos artísticos y los más poderosos mecenas, corresponde la Presentación de la Virgen en el Templo (1642, Museo del Ermitage) y la perdida historia del Volto Santo en lienzos monocromos pintados para la iglesia de la comunidad lucana en Roma, además de la Visión de san Ángelo carmelitano para su altar en la iglesia de San Martino ai Monti de Roma (1645-1646). Para esta iglesia se le encargó también la decoración del ábside, para la que tenía realizado algún proyecto cuando se le retiró el encargo, lo que debió de ocasionarle un profundo malestar.

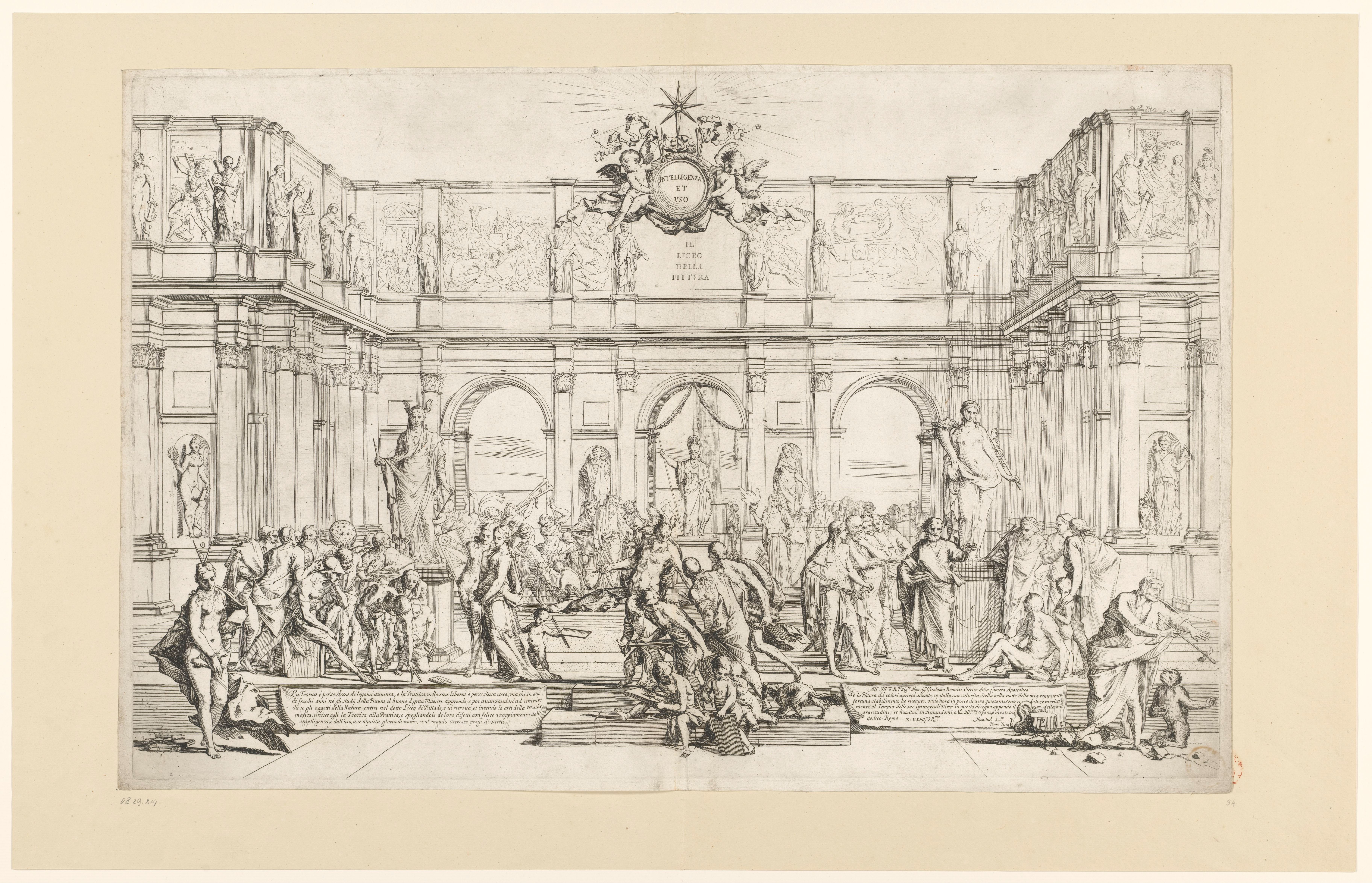
El liceo de la pintura, c. 1638, 571 x 725 mm. Inscripción, en un medallón arriba y en el centro: intelligenza et vso; en el centro del ático: il liceo della pittvra. Grupos de artistas que representan la imitación, la observación y la perfección se presentan ante los científicos. En los extremos, personificaciones de la Teoría como mujer desnuda y de la Práctica, acompañada de un simio en el que se simboliza la imitación.

Mejor conocidos que sus pinturas, alrededor de treinta, son sus dibujos y grabados, generalmente abiertos por sus propios dibujos y fechados, en los que en ocasiones aborda temas que han sido calificados de extraños, con cierto gusto por los detalles extravagantes, en contraposición a los postulados que defiende en las notas que redactó para un Tratado de la pintura en el que colocaba a Rafael en la cima del arte. Plasmó también sus ideales artísticos en El liceo de la pintura, el más alabado de sus grabados y uno de los más complejos por tamaño y número de figuras, inspirado en La escuela de Atenas. Realizado hacia 1638 y dedicado a su más constante protector, monseñor Girolamo Buonvisi, se conocen hasta diez estudios previos, lo que indica el interés y concienzudo trabajo que llevó a cabo antes de abrir la lámina: teoría y práctica, por sí solas, no se bastan, escribe, pero quien desde su tierna edad sigue el ejemplo de los maestros y avanza en la imitación de la Naturaleza, entrará en el templo de Palas.
Pietro Testa murió a finales de febrero de 1650, ahogado en el río Tíber, donde el cuerpo se recuperó el 2 de marzo en la orilla frente a la iglesia de San Biagio alla Pagnotta. La hipótesis del suicidio, barajada desde el primer momento, se ha explicado por el carácter melancólico al que, según Passeri, se había abandonado en sus últimos momentos, en los que andaba siempre solitario, buscando apartarse del trato con sus semejantes, y se encuentran señales de ese temperamento en la elección de los temas de algunas de sus últimas obras, con motivos como el suicidio de Catón de Útica (1648), o el de Dido, grabado abierto por su sobrino Giovanni Cesare Testa a partir de uno de sus dibujos. Su misma muerte se habría visto prefigurada en la pintura de Alejandro Magno salvado de morir ahogado en las aguas del río Cidno (Nueva York, Metropolitan Museum of art). Passeri, sin embargo, afirmaba que tales habladurías no son sino calumnias inventadas por la malicia, y Joachim von Sandrart explicó la muerte de su buen amigo, al que llamaba «tímido stoicus», como el resultado de un desgraciado accidente, lo que también haría, poco más tarde, Filippo Baldinucci.